# Peratophyga oblectata
Peratophyga oblectata är en fjärilsart som beskrevs av Louis Beethoven Prout 1929. Peratophyga oblectata ingår i släktet Peratophyga och familjen mätare. Inga underarter finns listade i Catalogue of Life.